# 臭化ビスマス(III)
臭化ビスマス(III)(Bismuth tribromide)は、ビスマスと臭素からなる無機化合物で、化学式は、BiBr3である。酸化ビスマスと臭化水素酸の反応により形成される。
Bi
2O
3 + 6 HBr  ⇌  2 BiBr
3 + 3 H
2O
臭素中で、ビスマスを直接酸化することでも得られる。
水溶性が非常に高い。